# Шумел сурово Брянский лес
«Шумел сурово Брянский лес…» — советская песня времён Великой Отечественной войны. Стихи А. В. Софронова, музыка С. А. Каца.
Шумел сурово Брянский лес,

Спускались синие туманы,

И сосны слышали окрест,

Как шли на немцев партизаны.

Тропою тайной меж берёз

Спешили дебрями густыми,

И каждый за плечами нёс

Винтовку с пулями литыми.

И грозной ночью на врагов

На штаб фашистский налетели,

И пули звонко меж стволов

В дубравах брянских засвистели.

В лесах врагам спасенья нет:

Летят советские гранаты,

И командир кричит им вслед:

«Громи захватчиков, ребята!»

...Шумел сурово Брянский лес,

Спускались синие туманы,

И сосны слышали окрест,

Как шли с победой партизаны.

1942
Согласно закону Брянской области № 47-З «О символах Брянской области» от 20.11.98, принятом Брянской областной Думой 5 ноября 1998 года, песня «Шумел сурово Брянский лес» объявлена гимном Брянской области.

## История создания
Песня написана во время Великой Отечественной войны, осенью 1942 года, при переезде к партизанам, в глубокий тыл врага. В основу легла народная песня XIX века «Ревела буря» о смерти Ермака, бывшая любимой песней первого командира отряда, Д. Е. Кравцова. 
В ночь с 6 на 7 ноября 1942 года Анатолий Софронов впервые исполнил её среди партизан. Воспоминания автора:
Я её спел один раз, меня попросили спеть ещё раз, потом в третий раз. Меня обнимали. И вдруг кто-то вспомнил, что имеется свой гармонист, и что его надо обязательно к утру найти и привести сюда, и что у него хороший слух и он обязательно запомнит её...
На другое утро в этом же доме оказался слепой гармонист. Я не помню ни его имени, ни фамилии. Я посидел с ним около часа, медленно напевая ему мелодию песни, и где-то уже к концу этого часа он пел эту песню со мной, а вокруг нас собрались в этом деревянном домике среди сгоревшей деревни люди и тоже вместе с нами пели песню «Шумел сурово Брянский лес»…

### Сноски
1. ↑  Текст приведен в соответствии с вариантом 1942 года, после войны появились варианты начала строки «как шли на битву» или «как шли тропою».